# Сенна (растение)
Сенна (лат. Senna) — род растений семейства Бобовые (Fabaceae).
Более 260 пантропических видов трав, кустарников и небольших деревьев с перистыми листьями.

## Таксономия
Senna Mill., The Gardeners Dictionary...Abridged..., ed. 4. vol. 3. 1754.
Синонимы
некоторые авторы помещали род в ранге секции или подрода в род Cassia
- Cassia sect. Senna (Mill.) DC. ex Collad.
- Cassia subg. Senna (Mill.) Benth.

гетеротипные синонимы
- Chamaefistula (DC.) G.Don
- Chamaesenna (DC.) Raf. ex Pittier
- Desmodiocassia Britton & Rose
- Earleocassia Britton
- Echinocassia Britton & Rose
- Gaumerocassia Britton
- Herpetica (DC.) Raf.
- Leonocassia Britton
- Palmerocassia Britton
- Peiranisia Raf.
- Phragmocassia Britton & Rose
- Pseudocassia Britton & Rose
- Pterocassia Britton & Rose
- Sciacassia Britton
- Sericeocassia Britton
- Tharpia Britton & Rose
- Vogelocassia Britton
- Xerocassia Britton & Rose

### Виды
По информации базы данных The Plant List, род включает 272 вида.
Отдельные виды:
- Senna alexandrina Mill. typus[1] — Сенна александрийская